# Wesepe
Wesepe est un village situé dans la commune néerlandaise d'Olst-Wijhe, dans la province d'Overijssel. Le 1er janvier 2006, le village comptait 560 habitants.